# Piezometr

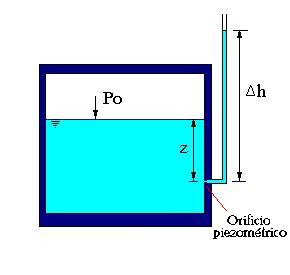
Schemat działania piezometru

Piezometr, właśc. hydrogeologiczny otwór obserwacyjny – urządzenie służące do pomiaru wysokości ciśnienia piezometrycznego w określonym punkcie warstwy wodonośnej. Oprócz tego, nowoczesne piezometry są zdolne do:
- wykonywania pomiarów poziomu (głębokość, zasięg i przepuszczalność) i rozkładu ciśnienia wód gruntowych,
- określania składu chemicznego i temperatury wody,
- określania kierunku wody i prędkości filtracji,

- monitoringu jakości wody,
- monitoringu stopnia zanieczyszczenia wód gruntowych.

## Podział
Piezometry występują w dwóch odmianach: otwartych (rurowe stalowe bądź z tworzywa sztucznego budową zbliżone do studni rurowej/wierconej) bądź zamkniętych (bez obudowy wbijane lub umieszczane bezpośrednio w otworze wiertnicznym lub w wykopie).